# فندق ألفير بالاس

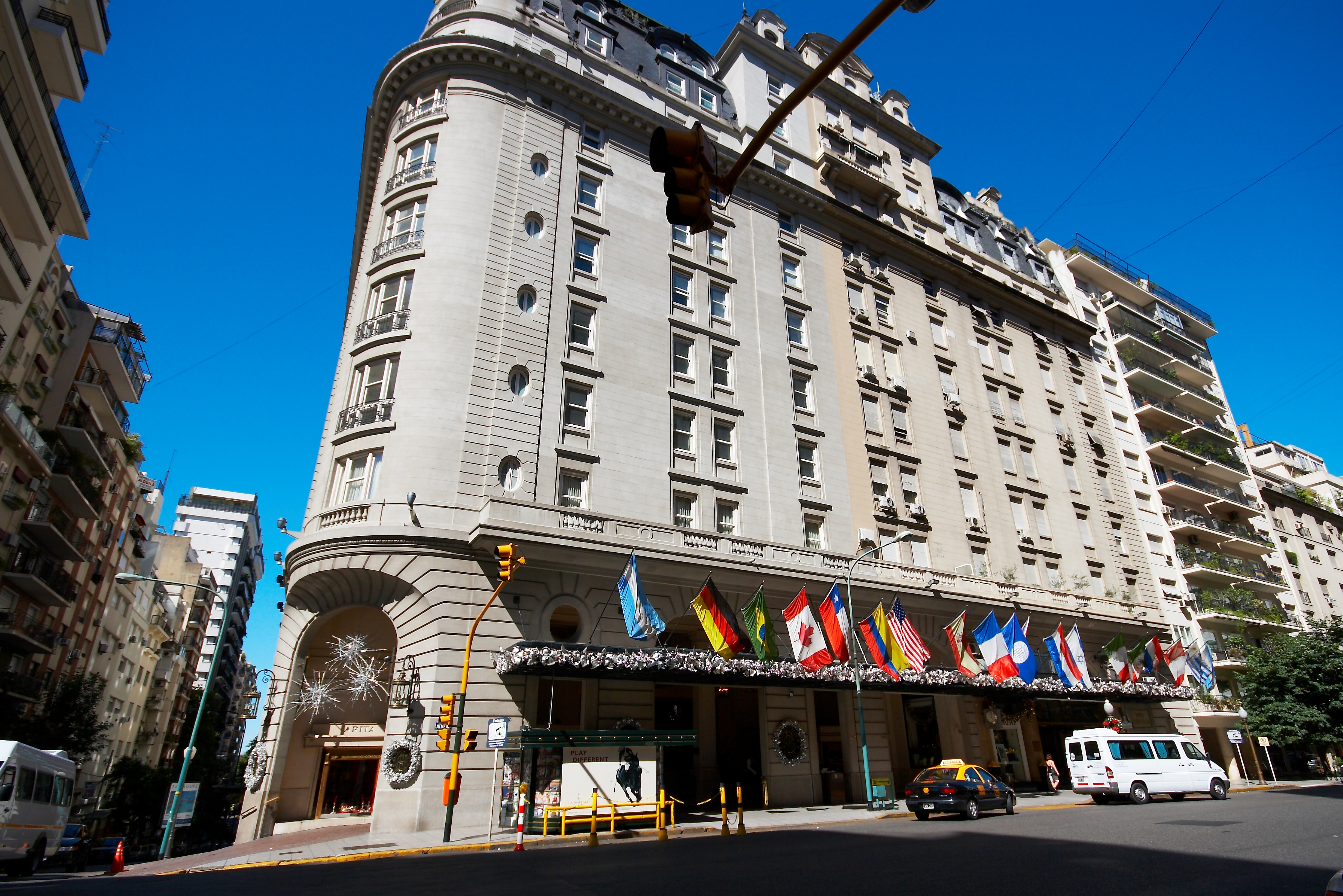

فندق الفير بالاس هو فندق فاخر يقع في أفينيدا الفير في ريكوليتا، وهو حي راقي في بوينس آيرس، الأرجنتين. وتم افتتاح الفندق في عام 1932، وأعيد افتتاحه بعد عملية تجديد واسعة في عام 1994.

## لمحة تاريخية
تم بناء الفندق من قبل رجل الأعمال من بوينس آيرس والاجتماعي الدكتور رافائيل دي مييرو، والذي سافر إلى باريس في بداية العشرينيات من القرن العشرين، وأراد أن يحضر بعض من تلك الحقبة الجميلة العظمية إلى مسقط رأسه الآخذه بالازدهار.
قام بشراء منزل كبير وهدمه على زاوية أفينيدا الفير ورودريجيز بينا في عام 1922، وعندها بدأ عقد من الزمن من التوقف والاستمرار بالعمل بالمشروع والذي افتتح أخيراً في عام 1932. وأثر نجاحه تم توسيعه في عام 1940 ليستهلك قصراً قديماً آخر في شارع أفينيدا الفير.
وانتقلت الملكية في عام 1970 إلى البالغ من العمر 26 عاماً أندرياس فون سالم-كيربورغ ويرنيتز، دوق هورنز، ابن عم الملك الإسباني خوان كارلوس الأول، الذي ترأس انخفاض الفندق البطيئ نتيجة النزاعات العمالية والركود الاقتصادي الأرجنتيني العام.باع ويرنيتز الفندق المهدد بالإفلاس في عام 1978 إلى مجموعة فنادق أراغون، وأصبح منذ عام 1984 جزءاً من فنادق الفير الفاخرة لديفيد ساتون دباح.
وقد تم تجديده في عام 1984، ومرة أخرى في عام 2004.

## الضيوف المشهورين
- تيد تيرنر
- آرثر ميلر
- جاك شيراك
- أنطونيو بانديراس
- شارون ستون
- [[ميلاني غريفيث
- شون كونري
- كينزو
- اكيهيتو
- ميتشيكو
- مايكل شوماخر
- روزيت
- نيلسون مانديلا
- صوفيا لورين
- هيلموت كول
- شاكيل اونيل
- كارل لاغرفيلد